# Øllebrød
Øllebrød er en traditionel, dansk madret – en lind grød af rugbrødsrester og øl, typisk hvidtøl. Den gør det muligt at bruge rester af rugbrød, så intet går til spilde. Øllebrød sødes ofte med lidt sukker og krydres indimellem med f.eks. citron eller appelsin. Grøden severes med mælk eller flødeskum. I stedet for flødeskum, så kan man også bruge æggesnaps.
Stammer oprindeligt fra klosterlivet, hvor man i den varme øl dyppede sit brød.
[kilde mangler]